# Palácio Rio Madeira
O Palácio Rio Madeira é a sede administrativa do governo de Rondônia, situado na cidade de Porto Velho - localizado na Avenida Farqhuar, entre as Ruas Pio XII e Padre Chiquinho, Bairro Pedrinhas. 

## História
Inaugurado em dezembro de 2015, se chamaria Centro Político Administrativo, mas o governador Confúcio Moura mudou para Palácio Rio Madeira inspirado em sugestão do jornalista Ciro Pinheiro, que defendeu a valorização dos rios locais.

## Anexos
Os cinco edifícios que compõem o conjunto administrativo do Palácio Rio Madeira foram denominados
1. Anexo Rio Pacaás Novos, a edificação central;
2. Anexo Rio Machado, a primeira edificação à direita, partindo da edificação central;
3. Anexo Rio Jamari, a edificação curva central à direita, partindo da edificação central;
4. Anexo Rio Guaporé, a primeira edificação à esquerda, partindo da edificação central; e,
5. Anexo Rio Cautário, a edificação curva central à esquerda, partindo da edificação central.

## Sede anterior

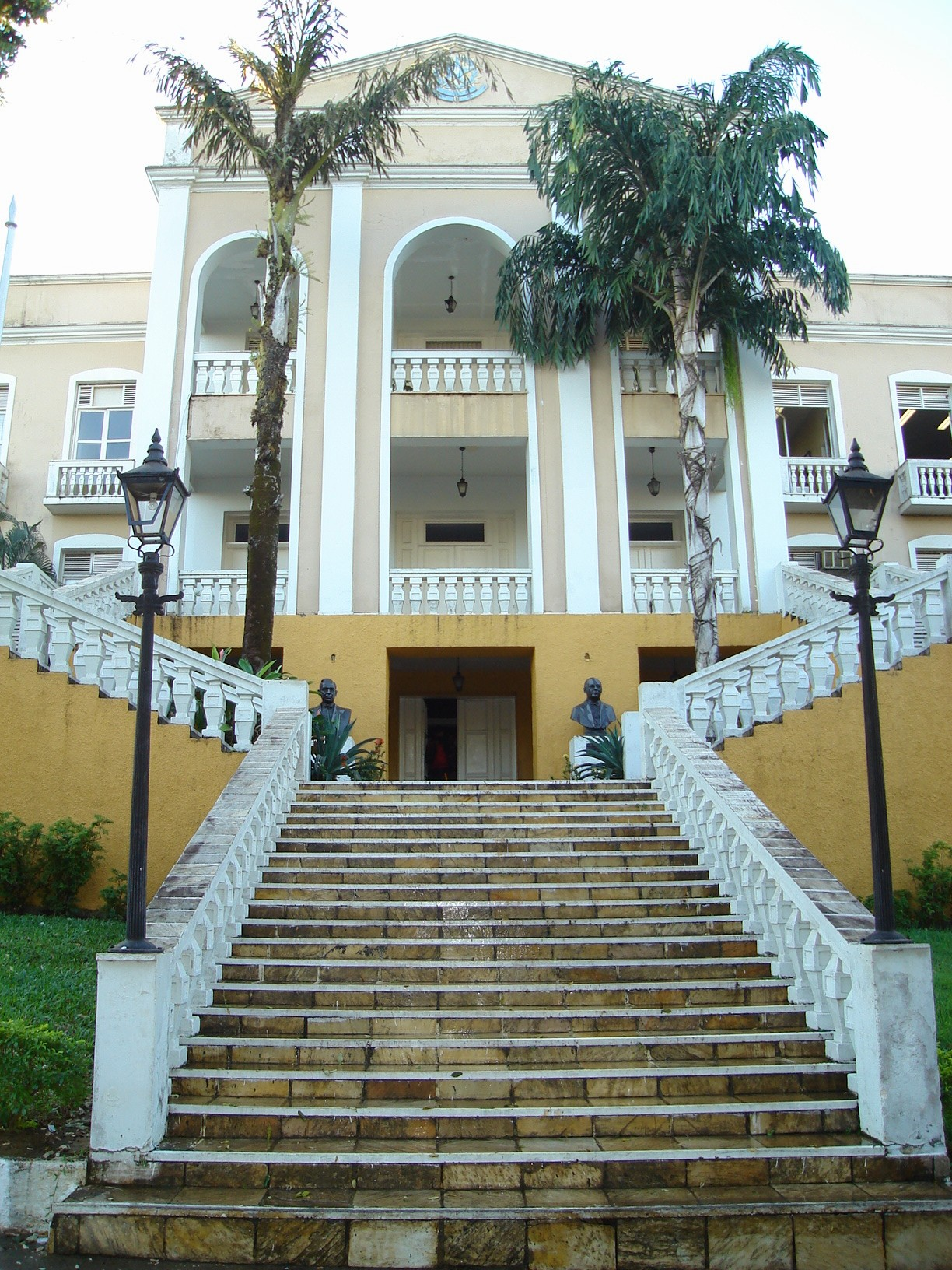
Pórtico do Palácio Getúlio Vargas, a sede anterior do Governo de Rondônia.

A antiga sede era no Palácio Getúlio Vargas que passa a abrigar o Museu Palácio da Memória Rondoniense. 